# Адворенське озеро
Адво́ренське озеро (або Адворанське) — невелике озеро льодовикового походження в центральній частині Вітебської області Білорусі, на території Ушацького району. Знаходиться в басейні річки Туравлянка, за 26 км на північний схід від селища Ушачі.
Озеро овальної форми, витягнулось із північного заходу на південний схід довжиною 880 м, при цьому максимальна ширина становить 43 м. На крайньому півночі знаходиться невелика вузька затока. Біля озера знаходяться села Адворня на півночі та Корсаково на півдні.
Береги низинні та болотисті, на південному заході дещо підняті. Дно вкрите сапропелем. До глибини 1,5-2 м заростає надводною рослинністю, ширина плеса 35 м. На півночі з озера витікає струмок до сусіднього озера Яново.